# Lydie Polfer
Lydie Polfer (Ciutat de Luxemburg, 22 de novembre de 1952) és una política luxemburguesa, membre del Partit Democràtic, del que va ser presidenta entre 1994 i 2004. Polfer va ser alcaldessa de la Ciutat de Luxemburg entre 1982 i 1999, quan va ser nomenada ministra d'Afers Exteriors al govern de Jean-Claude Juncker (1999-2004). Actualment és de nou alcaldessa de la Ciutat de Luxemburg i diputada.